# Nathaniel Waena

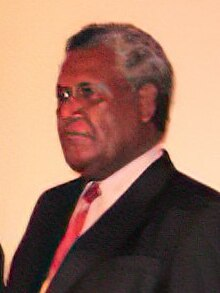
Nathaniel Waena im Jahr 2006

Sir Nathaniel Rahumaea Waena, GCMG, CSI, KStJ (* 1. November 1945) war vom 7. Juli 2004 bis 7. Juli 2009 Generalgouverneur der Salomonen.

## Karriere
Das Parlament der Salomonen wählte Nathaniel Waena am 15. Juni 2004 das Amt des Generalgouverneurs, das er bis 2009 bekleidete. Er setzte sich mit 27 von 41 Stimmen gegen seinen Vorgänger Sir John Lapli und den früheren Premierminister Sir Peter Kenilorea durch. Nach seiner Vereidigung wurde er von Königin Elisabeth II. zum Knight Grand Cross des Order of St. Michael and St. George ernannt. Nachfolger von Waena als Generalgouverneur wurde am 7. Juli 2009 Frank Kabui.